# Eligmodontia dunaris
Eligmodontia dunaris — вид гризунів родини Cricetidae. Він вирізняється тим, що є найменшим представником роду Eligmodontia та одним із найменших видів гризунів у Чилі, вагою від 10 до 15 грамів і довжиною від 12,5 до 15,2 см без урахування хвоста. Має коротку шовковисту шерсть. Забарвлення спини від світло-жовтого до коричнево-сірого, зазвичай темніше у прибережних або молодих особин. Черево біле. Хвіст не має щіткоподібного кінчика і трохи коротший за довжину голови й тулуба. У нього довгі задні лапи, які дозволяють йому приймати двоногу стійку і робити великі стрибки.
Це ендемічний вид Чилі, і в межах свого роду він поширений найбільш західно. Він обмежується напівпустельними середовищами існування на півдні пустелі Атакама, від прибережних дюн Плайя-Лос-Чорос (регіон Кокімбо) до кальдери та, як його східна межа, центральних рівнин.